# Agallia sabulicola
Agallia sabulicola är en insektsart som beskrevs av Lindberg 1948. Agallia sabulicola ingår i släktet Agallia och familjen dvärgstritar. Inga underarter finns listade i Catalogue of Life.